# Referendum o neovisnosti
Referendum o neovisnosti vrsta je referenduma u kojem registrirani stanovnici nekog teritorija odlučuju o tome hoće li taj teritorij biti neovisna država. Referendum se smatra uspješnim ako registrirani stanovnici s pravom glasa glasuju u korist neovisnosti, s time da prag kojim se određuje da je referendum prošao varira. Uspješni referendum o neovisnosti može i ne mora značiti da će teritorij zbilja postati neovisnom, jer to ovisi o političkom okružju i čimbenicima koji su izvan teritorija koji je glasovao, a koji priznaju rezultate.

## Uspješni referendumi o neovisnosti

### 1846.
- liberijski referendum o neovisnosti – doveo do neovisnosti Liberije 1847.

### 1853.
- Maryland: marylandski referendum o neovisnost – doveo do neovisnosti Republike Marylanda 1854.

### 1905.
- norveški referendum o razdruženju – doveo do razdvajanja  Norveške i  Švedske[1]

### 1933.
- referendum o odvajanju Zapadne Australije 1933. – većina je glasovala za napuštanje Commonwealtha Australija, no britanski parlament je ignorirao volju birača iz Zapadne Australije

### 1944.
- islandski ustavni referendum – doveo do neovisnosti Islanda

### 1945.
- kambodžanski referendum – doveo do neovisnosti Kambodže 1953.

### 1946.
- - referendum o neovisnosti Ovčjih otoka 1946. – iako je većina glasovala za neovisnost i otoci su proglasili neovisnost, Danska je poništila proglašenje neovisnosti

### 1958.
- gvinejski ustavni referendum – doveo do neovisnosti Gvineje

### 1961.
- samoanski referendum – doveo do neovisnosti Samoe 1962.

### 1962.
- alžirski referendum o neovisnosti – doveo do neovisnosti Alžira iste godine

### 1964.
- malteški ustavni referendum – doveo do neovisnosti Malte
- južnorodezijski referendum o neovisnosti u Južnoj Rodeziji – doveo do neovisnosti Rodezije 1965. koja je uspostavljena de facto

### 1970.
- bahrainski referendum o neovisnosti – doveo do neovisnosti Bahraina 1971.

### 1977.
- referendum o neovisnosti Afarsa i Issasa – doveo do neovisnosti Džibutija

### 1983.
- mikronezijski referendum – doveo do neovisnosti Saveznih Država Mikronezije 1986.

### 1990.
- slovenski referendum o neovisnosti – doveo do neovisnosti Slovenije 1991.

### 1991.
- armenski referendum o neovisnosti – doveo do neovisnosti Armenije
- azerbajdžanski referendum o neovisnosti – doveo do neovisnosti Azerbajdžana
- hrvatski referendum o neovisnosti – doveo do neovisnosti Hrvatske
- estonski referendum o neovisnosti – doveo do neovisnosti Estonije
- gruzijski referendum o neovisnosti – doveo do neovisnosti Gruzije
- latvijski referendum o neovisnosti i demokratsko glasovanje  – doveo do neovisnosti Latvije
- kosovski referendum o neovisnost 1991. – prošao uz veliku većinu "za" (99.98%), ali nije bio međunarodno priznat
- litvanski referendum o neovisnosti – doveo do neovisnosti Litve
- makedonski referendum o neovisnosti – doveo do neovisnosti Makedonije 1993. godine
- gorskokarabaški referendum o neovisnosti – doveo do neovisnosti Gorskog Karabaha koja je uspostavljena de facto
- ukrajinski referendum o neovisnosti – doveo do neovisnosti Ukrajine
- pridnjestrovski referendum o neovisnosti  – doveo do neovisnosti Pridnjestrovlja koja je uspostavljena de facto
- turkmenistanski referendum o neovisnosti – doveo do neovisnosti Turkmenistana
- uzbekistanski izbori za neovisnost – doveo do neovisnosti Uzbekistana

### 1992.
- bosanskohercegovački referendum o neovisnosti  – doveo do neovisnosti Bosne i Hercegovine
- južnoosetski referendum o neovisnosti 1992. – doveo do neovisnosti Južne Osetije koja je uspostavljena de facto

### 1993.
- eritrejski referendum o neovisnosti  – doveo do neovisnosti Eritreje

### 1994.
- moldavski referendum o statusu – predmet je bio hoće li Moldavija zadržati neovisnost

### 1999.
- istočnotimorski referendum o neovisnosti  – organizirali su ga Ujedinjeni narodi, doveo do neovisnosti Istočnog Timora 2002. godine

### 2002.
- - Upravitelj Gibraltara Peter Caruana 25. srpnja 2002. najavio je referendum kojim bi prestao britanski suverenitet nad nekadašnjom kolonijom. Britansko ministarstvo vanjskih poslova resko je reagiralo: "Mišljenje stanovnika Gibraltara je dobro poznato i vlada Velike Britanije ga poštuje. Teško da bi referendum otkrio nešto novo." U daljnjem dijelu poruke ministarstvo je izjavilo da provođenje bilo kakvog referenduma koji bi vodio prekidu višestoljetne britanske vlasti nad Gibraltarom predstavljalo bi «kratak spoj za demokraciju» te da ga kabinet Tonyja Blairea nikada ne bi priznao.[2]

### 2005.
- referendum o neovisnosti iračkog Kurdistana  – konzultativni referendum; 98,8% potpore neovisnosti iračkog Kurdistana

### 2006.
- crnogorski referendum o neovisnosti – doveo do neovisnosti države Crne Gore
- južnoosetski referendum o neovisnosti  – predmet je bio hoće li Južna Osetija zadržati svoju neovisnost koja je uspostavljena de facto (službena Gruzija nikad nije pristala na održavanje referenduma)
- pridnjestrovski referendum o neovisnosti – predmet je bio hoće li Pridnjestrovlje zadržati svoju neovisnost koja je uspostavljena de facto (službena Moldavija nikad nije pristala na održavanje referenduma)

### 2009.
- referendumi o neovisnosti Tamil Eelama 2009.–2010. – održao se unutar tamilskih zajednica u Norveškoj, Francuskoj, Kanadi, Švicarskoj, Njemačkoj i Nizozemskoj; prevladavajuća potpora za neovisnost Tamil Eelama

### 2011.
- južnosudanski referendum o neovisnosti – doveo do neovisnosti Južnog Sudana[3]

### 2014.
- referendum o neovisnosti Krima – održao se 16. ožujka 2014.
- katalonski referendum o neovisnosti – održao se je 9. studenoga 2014.

## Najavljeni referendumi o neovisnosti
- novokaledonski referendum o neovisnosti (prema Nouméjskom dogovoru, 1998.) – održat će se između 2014. i 2019.
- referendum o neovisnosti Bougainvillea (prema Mirovnom sporazumu od 2000.) – trebao bi se održati između 2015. i 2020.[4]

## Neuspješni referendumi o neovisnosti
- Portoriko - portorikanski politički plebisciti o statusu održani su 1967., 1993., 1998. i 2012., svi neuspješni
- Republika Zapadna Papua - Zakon slobodnog izbora (Zapadna Papua), 1969. Zapadnopapuanski zakon slobodnog izbora,neuspješan
- Sjeverna Irska - sjevernoirski referendum o suverenosti 1973., neuspješan, separatisti su ga bojkotirali
- Aruba - arupski referendum o neovisnosti 1977., glasovanje je bilo većinom za neovisnost, ali planovi za punu neovisnost su srušeni 1994.
- Quebec - quebečki referendum o neovisnosti 1980. i quebečki referendum o neovisnosti 1995., neuspješan
- Nova Kaledonija - novokaledonski referendum o neovisnosti 1987., neuspješan
- Crna Gora - crnogorski referendum o neovisnosti 1992., neuspješan
- Bermuda - bermudski referendum o neovisnosti 1995., neuspješan
- Nevis - neviski referendum o neovisnosti 1998., neuspješan
- Baskija - baskijski referendum o neovisnosti 2008., španjolske vlasti spriječile su održavanje te je odgođen
- Škotska - škotski referendum o neovisnosti, 2014., neuspješan